# Bombarderbagge
Bombarderbagge (Brachinus crepitans) är en art i insektsordningen skalbaggar, inom familjen jordlöpare och underfamiljen bombarderbaggar. Den har fått sitt namn av sin försvarsteknik där den "bombarderar" en fiende.

## Kännetecken
Bombarderbaggen har en kroppslängd på 6 till 10 millimeter. Den har ett förhållandevis stort huvud med stora fasettögon, smal framkropp, breda täckvingar och långa antenner och ben. Täckvingar är mörka, oftast med en blåaktig eller grönaktig metallisk glans, medan färgen på övriga delar av kroppen är rödgulaktig.

## Utbredning
Denna skalbagge förekommer främst i centrala och södra Europa, från södra Storbritannien i väst till Syrien, Kaukasus och Turkistan i öst. Den förekommer också i delar av norra Europa, som Sverige (främst på Öland, Gotland och i Stockholmstrakten), Estland och Lettland. Fynd av arten har gjorts i Finland, men dessa kan vara ett resultat av vinddrift. I Norge finns den inte.

### Status
I Sverige är bombarderbaggen klassad som sårbar. Det största hotet mot arten är igenväxning av dess habitat.

## Levnadssätt
Bombarderbaggen har ett särskilt sätt att försvara sig mot predatorer, genom att rikta sin bakkropp mot hotet och "bombardera" fienden med en het vätska. Vätskan bildas genom att väteperoxid och hydrokinon från två olika körtlar i bakkroppen blandas med varandra och därvid reagerar genom att övergå till gasform. När detta sker bildas en hög värme och ett även för människor fullt hörbart ljud uppstår. Syftet med detta invecklade kemiska försvar är att avskräcka angriparen. Beteendet finns även hos de cirka 500-700 andra arterna inom underfamiljen bombarderbaggar.